# 倪怀纶
倪怀纶（Valentin Garnier，1825年5月6日—1898年8月14日），江南代牧区主教（1879年– 1898年）。
1825年5月6日，倪怀纶出生于法国。1879年1月21日被任命为江南代牧区主教（前任郎怀仁主教已于1878年11月30日去世）。同年4月27日接受祝圣。
1898年8月14日，倪怀纶去世，享年73岁。1899年1月7日，教廷任命了下一任主教苏建章。  